# Cowboys de ciutat
Cowboys de ciutat  (títol original: City Slickers) és una pel·lícula de Ron Underwood estrenada el 1991 amb Billy Crystal, Daniel Stern i Bruno Kirby. Ha estat doblada al català.
Jack Palance ha guanyat l'Oscar al millor actor secundari el 1992.

## Argument
Mitch, Phil i Ed són tres homes entre 30 i 40 anys, cadascú d'ells submergit en una crisi existencial. Mitch (Billy Crystal) se sent particularment deprimit per la seva feina i la seva família. En una festa, els seus amics de sempre, Phil i Ed, li ensenyen un tríptic per a una estada de dues setmanes al qual s'han inscrit, per conduir un ramat de vaques al Mig Oest.
Phil (Daniel Stern) és el gerent d'una botiga que pertany al seu sogre. Quan arriba una de les caixeres de la botiga sobtadament a la festa i descobreix la seva relació amb Phil, la seva dona l'amenaça de divorci. Ed s'acaba de casar amb una dona que s'assembla a un maniquí i ha d'enfrontar-se a la pressió de ser pare.
Quan els tres homes arriben al ramat, troben el cap del comboi, Curly (Jack Palance), que és bast i intimidatori. Curly i Mitch s'acaben acostant quan van a reagrupar el bestiar errant que s'havia escampat quan Mitch havia desencadenat una desbandada general. Mitch ajuda fins i tot al naixement d'un vedell que es diu Norman. Mitch arriba a respectar Curly, que troba profundament fascinant i sensat. Però poc temps després de la seva tornada al camp, Curly mor misteriosament. El cuiner es trenca una cama, els brètols que ajudaven el patró de la comitiva s'emborratxen i abandonen el viatge. Finalment correspon als de ciutat (city slickers  en anglès) acabar el viatge.
Els personatges interpretats per Crystal, Kirby i Stern porten llavors el ramat amb èxit al ranxo de Colorado. Allà, Crystal comparteix amb els altres l'última cosa que Curly li ha ensenyat. Es tracta d'una lliçó profunda i existencialista (com la idea de Kierkegaard per a la qual podria viure i morir): el que és verdaderament important en la vida és que cadascun de nosaltres trobi la seva passió, la seva «cosa». La tornada que triomfa sobre els tres homes és espatllada quan el patró del ranxo els anuncia que vendrà el ramat a l'escorxador. Mitch i els seus amics protesten, però el propietari no s'immuta. Mentre els amics de Mitch acaben acceptant aquesta decisió, ja que pensen que no molestarà el bestiar, Mitch té la impressió què ha traït la confiança dels animals i més particularment quan Norman s'acosta a fregar el seu nas contra ell.
Finalment, Mitch troba la seva «cosa» mentre estava a punt d'ofegar-se en un riu crescut per la pluja. És salvat, torna amb la seva família, i es llança a una vida plena de sentit i amb un objectiu. D'altra banda, Mitch salva Norman de l'escorxador comprant-lo i portant el vedell a casa seva abans de col·locar-ho en una granja pedagògica.

## Repartiment
- Billy Crystal: Mitch Robbins
- Daniel Stern: Phil Berquist
- Bruno Kirby: Ed Furillo
- Jack Palance: Curly Washburn
- Patricia Wettig: Barbara Robbins
- Helen Slater: Bonnie Rayburn
- Noble Willingham: Clay Stone
- Tracey Walter: Cookie
- Josh Mostel: Barry Shalowitz
- David Paymer: Ira Shalowitz
- Jake Gyllenhaal: Danny Robbins
- Lindsay Crystal: Holly Robbins
- Yeardley Smith: La caixera

## Premis i nominacions

### Premis
- 1992. Oscar al millor actor secundari per Jack Palance
- 1992. Globus d'Or al millor actor secundari per Jack Palance

### Nominacions
- 1992. Globus d'Or al millor actor musical o còmic per Billy Crystal

## Al voltant de la pel·lícula
- És la primera aparició en el cinema de Jake Gyllenhaal als 11 anys, en el paper de Danny Robbins, el fill de Mitch.
- La filla de Billy Crystal Lindsay Crystal, interpreta el paper de la seva filla a la pel·lícula.
- Quan els personatges parlen dels seus «millors dies», Billy Crystal conta la història del seu primer partit de beisbol com a espectador al Yankee Stadium.